# Saint-Bernard (Isère)
Saint-Bernard korábbi község (település) Franciaországban, Isère megyében. 2019. január 1-jén Saint-Hilaire és Saint-Pancrasse községgel egyesült és Plateau-des-Petites-Roches új község része lett.
Lakosainak száma 635 fő (2018. január 1.). Saint-Bernard Sainte-Marie-du-Mont, Saint-Pierre-de-Chartreuse, Saint-Pierre-d’Entremont, La Terrasse, Le Touvet és Saint-Hilaire községekkel határos.

## Népesség
A település népessége az elmúlt években az alábbi módon változott:
| Lakosok száma | 92   | 137  | 233  | 468  | 584  | 632  | 631  | 652  | 624  | 635  |
|               | 1968 | 1975 | 1982 | 1999 | 2006 | 2011 | 2013 | 2016 | 2017 | 2018 |